# 보천교
보천교(普天敎)는 강증산(姜甑山, 본명: 강일순, 1871~1909)의 고제(오랜 옛 제자)였던 차경석(車京石, 본명: 차윤홍, 1880∼1936)이, 1909년에 증산(강일순)이 병으로 돌아가신 후, 1921년 최초로 형성한 교단이다.

## 역사
강증산(본명 강일순)의 계배 처척 이종처남 차경석(車京石, 1880년 음력 6월 1일~1936년 윤 3월 10일)은 증산의 1909년 사후 1주기, 1910년 처음에는 차경석 자신의 이종사촌 누나이자 증산의 제2부인인 고씨(高氏)를 교주로 받들었으나, 점차 세력을 확장하고 분립하여 스스로 후천개벽의 문로가 자기에 의하여 열린다고 자부하고 교단을 세워 1921년에는 보화교(普化敎)라는 교명과 '시국(時國)'이라는 국호를 선포했으며 1922년에는 교명을 보천교로 바꾸었다. 또한 보천교는 교화 방식에 60방주(方主)라는 강력한 조직을 갖추어 한때 전국(당시의 인구 수 약 2000만여명)에 걸쳐, 이른바 시국(時國)의 국교(國敎)인 보천교(普天敎)의 신도수가 600만에 이른 때도 있었다.
당시 그는 전라북도 정읍(井邑)에서 대한제국(조선)을 종주국으로 하고 정교 양면에서 세계통일(世界統一)의 신정부(新政府)가 세워질 것이라 선전하고 이를 합리화하기 위해 정감록을 동원하기도 하였다. 그리하여 스스로 천자의 자리에 등극하여(등극설), 그 권위를 시현하기도 했으나 일제의 강력한 탄압과 자체 내의 분열 등으로 쇠퇴하였다.
차경석이 죽은 후 보천교에서는 신파·구파의 분열이 일어났다. 차경석의 교의를 신봉하고 그를 보천교의 교조로 받드는 신파와 증산을 교조로 하고 차경석을 교주로 보는 구파는 차경석 생존시부터 세력이 나뉘어 있다가 1954년에 성서간행(聖書刊行)과 교주의 영위본안(靈位奉安)을 둘러싸고 충돌하여 신도는 흩어져 파벌로 와해되었다.

## 비판
전라북도 고부 출신의 강일순(姜一淳, 1871년 음력 9월 19일~1909년 음력 6월 24일)으로부터 생겨난 증산교는 강일순은 특별히 종파를 만들지 않았고, 오로지 비겁에 빠진 인간과 신명을 널리 건져 지상선경(地上仙境)을 열기 위한다는 '천지공사'에만 매진한 인물로 알려져 있다. 1909년 강일순의 사후, 그의 부인인 수부 고판례가 선도교를 만든 것이 증산교의 시초이다. 이후 증산 강일순의 제자이며 고부인측의 측근이었던 차경석이 고판례의 선도교로부터 분리되어서 보천교라는 증산교계열의 최대 종파를 만들었으며 신자간에 내부적 갈등을 겪으면서 여러 세부 종파로 갈라지게 되었다.
한편 제자로 있던 인물들이 '천지공사'가르침을 자체적으로 연구하여 여러 종파를 세웠다. 일제강점기에는 민족종교로 탄압을 받으며 해체일로에 있다가 광복 이후, 수많은 증산교단들이 다시 부활하여 난맥을 이루는데, 이 중에서 보천교의 신자로서 추정되는 안운산이라는 인물이 강증산의 교리를 연구하여 새로운 종파를 세운 것이 증산도의 전신이다.
한편 1909년 강증산이 39세의 나이에 죽으면서 마지막 유언을 남겼는데 단순한 내용이었다. “나는 간다. 내가 없다고 조금도 낙심하지 말라. 행하여 오던 대로 잘 행해 나가라.” 평소에도 늘 혹세무민하지 말라 가르쳤고 병든 것을 낫게 하려고 애쓰던 길지 않은 생애였지만 바램과는 달리 증산교는 여러 파로 갈라져 선도교 · 보천교(普天敎) · 미륵불교(彌勒佛敎) · 제화교(濟化敎) · 태을교(太乙敎) 등 수십 개의 독립교단이 난맥상을 이루며 창설되었다. 실제로 일부 신자들의 기복적이고 주술적 사고방식으로 인해 종종 사회 문제를 불러일으키기도 했다. 그리고 현재까지 그런 지탄을 받는 모습도 일부 남아 있다.

## 같이 보기
- 강증산
- 증산교
- 차경석